# IC 3767
IC 3767 ist eine elliptische Zwerggalaxie vom Hubble-Typ dE6 im Sternbild Jungfrau auf der Ekliptik, die schätzungsweise 56 Millionen Lichtjahre von der Milchstraße entfernt ist. Unter der Katalognummer VCC 2045 ist sie als Mitglied des Virgo-Galaxienhaufens aufgeführt
Im selben Himmelsareal befinden sich u. a. die Galaxien IC 816, IC 817, IC 3764, IC 3773.
Das Objekt wurde am 10. Mai 1904 von Royal Harwood Frost entdeckt.